# Ludwig Hackerott
Ludwig Hackerott (* 16. April 1906 in Bremen; † 2. August 1997) war ein deutscher Autor.

## Leben und Wirken
Ludwig Hackerott war Mitarbeiter in einer Bremer Anwalts- und Notarkanzlei.
Einen thematischen Schwerpunkt von Hackerotts in niederdeutscher Sprache verfassten Werken bildet die Vergangenheit seiner norddeutschen Heimat. Neben Erzählungen und Gedichten verfasste er auch das mehrfach gesendete Hörspiel Die Nacht in der Wasserreihe, welches auf der 1864 von Theodor Storm verfassten Novelle Bulemanns Haus basiert.

## Werke

### Schriften
- Usen Herrgott sien Gornix: Een nedderdüütsche Geschichte um dat Jahr 1350 v. Borger un Ridder, v. Scheeper un Buren, v. Uproor un v. stille Tiet. Meißners Verlag, Hamburg 1938.
- De Vagel Griep: Een Krönk von de Wikinge. Geist, Bremen 1939.
- Aarn. Band 3: Gedichte. Fehrs-Gilde, Hamburg 1941.
- Bicht achter Trallen. Fehrs-Gilde, Hamburg 1979.

### Hörspiele
- 1954: Die Nacht in der Wasserreihe. Ein kleines Gedankenspiel um Theodor Storms Märchen Bulemanns Haus – Regie: Wolfgang Harprecht
- 1970: Bicht achter Trallen. Funkmonolog mit Heidi Kabel. – Regie: Nicht angegeben